# 克利纳市镇
克利纳市镇（羅馬化：Opština Klina），是科索沃佩奇区的一个市镇，行政中心为克利納。市镇总面积为308平方公里，人口数量为38,496人（2011年）。